# Ivan Khemnitser
Ivan Ivanovitch Khemnitser ou Chemnitzer (en russe : Ива́н Ива́нович Хемни́цер, né le 5 janvier 1745 (16 janvier dans le calendrier grégorien) dans la région d'Astrakhan, mort le 19 mars 1784 (30 mars dans le calendrier grégorien) à Smyrne), est un poète,  traducteur et académicien russe d'origine saxonne.
Il servit dans la garde impériale et cultiva en même temps les lettres. La meilleure édition de ses fables est parue à Saint-Pétersbourg en 1799 ; elles ont été traduites par Hippolyte Masclet (Moscou, 1830).